# 더 임파서블
《더 임파서블》(영어: The Impossible 디 임파서블[*], 스페인어: Lo imposible)은 2012년 공개된 미국, 스페인의 재난 드라마 영화로 감독은 후안 안토니오 바요나, 각본은 세르지오 G. 산체즈가 맡았다. 이 영화는 2004년 전 세계에 커다란 충격을 안겼던 태국 쓰나미 사태를 바탕으로 마리아 벨론과 그녀의 가족 이야기를 다루고 있으며, 나오미 왓츠, 이완 맥그리거, 톰 홀랜드가 출연한다.
이 영화는 비평가들에 연기에 대한 긍정적인 평가를 받았으며, 특히 주인공의 나오미 왓츠는 골든 글로브상 영화 드라마부문 여우주연상, 미국 배우 조합상(SAG) 영화 부문 여우주연상, 미국 아카데미상 여우주연상에 후보 지명되었다.

## 줄거리
마리아(나오미 왓츠 분)와 헨리 베넷(이완 맥그리거 분) 부부가 세 아들과 함께 태국으로 크리스마스 휴가를 떠난다. 아름다운 해변이 보이는 평화로운 리조트 수영장에서 행복한 한때를 보낸 크리스마스 다음날 이들은 상상도 하지 못했던 쓰나미가 순식간에 그들을 덮친다. 엄청난 물살으로 단 10분 만에 모든 것이 휩쓸려가고 그 속에서 헨리와 마리아 그리고 세 아들은 서로 흩어진다. 간신히 정신을 차린 마리아의 눈에는 큰아들 루카스(톰 홀랜드 분)가 들어온다.
마리아는 물속에서 나뭇가지와 온갖 잡동사니에 몸을 긁혀 가슴과 다리에 큰 상처를 입는다. 하지만, 아들을 구하겠다는 일념 하나로 버텨 간신히 살아남는다. 마리아와 루카스는 큰 나무 위에 올라가 쓰나미를 피한 뒤 인근 주민들의 도움으로 병원에 실려간다. 병원 역시 부상자들로 가득 차 아비규환이다. 루카스가 잠시 다른 사람들을 돕는 사이에 마리아가 수술실로 이동하고 두 사람은 병원 안에서 생이별을 하게 된다.
한편, 두 아이와 함께 살아남은 헨리는 아내와 큰아들을 찾으려고 아이들만 대피소로 보내고 홀로 쓰나미 현장에 남게 되고 서로를 찾아 헤매게 되는데…

## 출연진
- 나오미 왓츠 - 마리아 베넷 역

베넷 가족의 어머니 (의사
- 이완 맥그리거 - 헨리 베넷 역

베넷 가족의 아버지.
- 톰 홀랜드 - 루카스 베넷 역

12세 첫째 아들.
- 사무엘 조슬린 - 토마스 베넷 역

7세 둘째 아들.
- 오클리 팬더가스트 - 사이먼 베넷 역

5세 셋째 아들.
- 마르타 에투라 - 시몬 역
- 쇤케 뫼링 - 칼 슈웨버 역
- 제랄딘 채플린 - 중년 여성 역
- 플로이 진다초트 - 간병인 역
- Jomjaoi Sae-Limh - 적십자 간호사 역
- 니콜라 해리슨 - 사이먼과 토머스를 돌봐 준 여성 역
- 조한 선드버그 - 다니엘 역
- 오크 키라티 - 오키드 남성 직원 역

## 같이 보기
- 생존 영화

## 참고 사항
- 2004년 남아시아 쓰나미가 발생했을 당시, 스페인인 가족들이 사고를 겪은 실화이다.